# هاري جاي أوبراين
هاري جاي أوبراين (بالإنجليزية: Harvey O'Brien)‏ هو لاعب كرة قدم أمريكية أمريكي، ولد في 1883 في نيو هيفن في الولايات المتحدة، وتوفي في 23 أغسطس 1955 في فيلادلفيا في الولايات المتحدة بسبب خثار.